# Municipio de Center (condado de Delaware)
El municipio de Center (en inglés: Center Township) es un municipio ubicado en el condado de Delaware en el estado estadounidense de Indiana. En el año 2010 tenía una población de 69199 habitantes y una densidad poblacional de 768,95 personas por km².

## Geografía
El municipio de Center se encuentra ubicado en las coordenadas 40°11′30″N 85°23′10″O / 40.19167, -85.38611. Según la Oficina del Censo de los Estados Unidos, el municipio tiene una superficie total de 89.99 km², de la cual 89.3 km² corresponden a tierra firme y (0.77%) 0.69 km² es agua.

## Demografía
Según el censo de 2010, había 69199 personas residiendo en el municipio de Center. La densidad de población era de 768,95 hab./km². De los 69199 habitantes, el municipio de Center estaba compuesto por el 84.07% blancos, el 10.93% eran afroamericanos, el 0.29% eran amerindios, el 1.13% eran asiáticos, el 0.05% eran isleños del Pacífico, el 0.76% eran de otras razas y el 2.77% pertenecían a dos o más razas. Del total de la población el 2.19% eran hispanos o latinos de cualquier raza.